# إريك يوهانسون (مصور)
إريك يوهانسون (بالسويدية: Erik Johansson) هو مصور سويدي، ولد في 1985 في يوتنا في السويد.

## وصلات خارجية
- الموقع الرسمي